# José Antonio Eguren Anselmi
José Antonio Eguren Anselmi (ur. 14 czerwca 1956 w Limie) – peruwiański duchowny katolicki, w latach 2006–2024 arcybiskup metropolita Piury.

## Życiorys
Święcenia kapłańskie przyjął 12 grudnia 1982 i został inkardynowany do archidiecezji Limy. Przez kilka lat był duszpasterzem Sodalicji Życia Chrześcijańskiego, zaś w 1985 został sekretarzem komisji liturgicznej Konferencji Episkopatu Peru. W 1991 został proboszczem stołecznej parafii Matki Bożej Pojednania, zaś w 2000 otrzymał ponadto nominację na wikariusza biskupiego ds. ruchów apostolskich. W lutym 2001 otrzymał zgodę od papieża Jana Pawła II na inkardynację do Sodalicji Życia Chrześcijańskiego. Po inkardynacji pozostał na dotychczasowych urzędach w archidiecezji.
16 lutego 2002 został mianowany biskupem pomocniczym archidiecezji Lima, ze stolicą tytularną Castellum Ripae. Sakry biskupiej udzielił mu kardynał Juan Luis Cipriani Thorne. Po sakrze został wikariuszem biskupiem dla Wikariatu III.
11 lipca 2006 papież Benedykt XVI mianował go arcybiskupem metropolitą Piura. Ingres odbył się 22 sierpnia 2006. 2 kwietnia 2024 papież Franciszek przyjął jego rezygnację ze stanowiska, zaś 25 września 2024, w związku z zarzutami wobec Egurena (dotyczącymi m.in. przestępstw seksualnych), usunął go także z Sodalicji Życia Chrześcijańskiego.